# رالف اشترسر
رالف اشترسر (به آلمانی: Ralf Sträßer) بازیکن فوتبال و هافبک اهل آلمان شرقی بود که از سال ۱۹۸۲ میلادی عضو تیم ملی فوتبال آلمان شرقی بوده‌است. وی در ۴ بازی ملی حضور داشته و در بازی‌های ملی‌اش گلی به ثمر نرساند. رالف اشترسر آخرین بازی ملی خود را در سال ۱۹۸۶ میلادی انجام داد.